# Ботень (Яломіца)
Ботень, Ботені (рум. Boteni) — село у повіті Яломіца в Румунії. Входить до складу комуни Сінешть.
Село розташоване на відстані 31 км на північний схід від Бухареста, 72 км на захід від Слобозії, 137 км на південний схід від Брашова.

## Населення
За даними перепису населення 2002 року у селі проживали 6 осіб, усі — румуни. Усі жителі села рідною мовою назвали румунську.